# Església parroquial de Santa Bàrbara
L'Església de santa Bàrbara de Mas del Olmo va ser l'últim dels eremitoris dels llogarets d'Ademús en construir-se. Encara en la primera dècada del segle xvii els seus habitants es queixaven davant el rector de Sant Pedro d'Ademús per la llunyania de la parroquial, demanant-li permís per a acudir a la veïna parròquia de La Pobla de Sant Miquel, per a complir les seves obligacions cristianes. Poc després, tenia lloc la construcció de la llavors ermita de santa Bàrbara, que seria servida cada diumenge per un capellà beneficiat de la parroquial de sant Pere d'Ademús. A la fi del segle xvii l'ermita de Mas del Olmo arribaria a compartir vicari amb Sesga, assignant-se-li un propi en l'últim terç del segle xviii.
L'edifici presenta l'habitual planta rectangular, distingint-se el presbiteri de la nau, que no presenta capelles laterals. La coberta del presbiteri consisteix en una curta volta de canó amb dos trams de llunetes, recentment restaurada. La nau presenta tres trams definits per dos arcs diafragmàtics de mig punt, que sostenen una coberta menys elaborada, de fusta a dues aigües. El tram dels peus és ocupat pel cor que se situa enlaire, amb la típica balaustrada de fusta tornejada. Conserva el púlpit amb tornaveu, situat en el costat de l'Evangeli.
En l'exterior destaca la senzilla portada, que és lateral i de llinda, coronada per una petita fornícula que conté una imatge nova de la titular. L'església de santa Bàrbara és l'únic temple dels repartits en els llogarets d'Ademús que posseïx torre campanar. Aquest se situa adossat en el costat oposat de la portada i és de secció quadrada, si bé el cos superior presenta els cantons rebaixats, donant una atractiva aparença poligonal. L'única campana que acull va ser fosa a mitjan segle xviii, pel que és una de les més antigues que es conserven en els temples del terme.
Des de la campanya d'estiu de l'any 2004 fins a l'última en el 2006, la Universitat de València ha desenvolupat en ella uns camps de treball que s'han encarregat de restaurar-la. El treball ha estat dut a terme per estudiants i llicenciats en Història de l'Art de la Universitat de València.